# Proteo (satélite)
Proteo es el segundo satélite más grande de Neptuno, detrás de Tritón. Fue descubierto en 1989 por Stephen Synnott gracias a las imágenes tomadas por la sonda espacial Voyager 2.
Es uno de los cuerpos más oscuros del sistema solar ya que solo refleja el 6 % de la luz solar que recibe, por lo que no ha podido ser descubierto antes del paso de la Voyager 2.
Lleva el nombre de Proteus, el dios marino cambiante de la mitología griega.

## Descubrimiento
Proteo fue descubierto en las imágenes tomadas por el Voyager 2 durante el sobrevuelo de Neptuno; no pudo ser detectado desde la Tierra por los telescopios, porque está tan cerca del planeta que se pierde en el resplandor de la luz solar reflejada. Recibió la designación temporal S/1989 N 1 , Stephen Synnott y Bradford A. Smith anunció su descubrimiento el 7 de julio de 1989, hablando solo de "17 imágenes tomadas durante más de 21 días", lo que da una fecha de descubrimiento en algún momento antes del 16 de junio. El nombre fue dado el 16 de septiembre de 1991.

## Características
Proteo con un diámetro de 400 km es el cuerpo irregular más grande del sistema solar incluso más grande que Febe de Saturno y Nereida. Posee muchos cráteres y no muestra algún signo de actividad geológica.